# Дружний (зупинний пункт)
Дру́жний — залізничний пасажирський зупинний пункт Харківської дирекції Південної залізниці.
Розташований біля дачного кооперативу Південної залізниці у Чугуївському районі Харківської області на лінії Основа — Зміїв між станціями Зміїв (5 км) та Жихор (14 км).
Станом на травень 2019 року щодоби тринадцять пар приміських електропоїздів здійснюють перевезення за маршрутом Харків-Пасажирський/Харків-Левада — Ізюм.